# Badene församling
Badene församling var en församling  i Skara stift i nuvarande Vara kommun. Församlingen uppgick efter 1546 i Kvänums församling.
Kyrkan låg på det som nu utgör Badene kyrkplats.

## Administrativ historik
Församlingen och Badene socken har medeltida ursprung och uppgick efter 1546 i Kvänums församling.
Församlingen ingick i pastorat med Norra Vånga församling.